# Pterygiopsis lacustris
Pterygiopsis lacustris är en lavart som beskrevs av Per Magnus Jørgensen och R.Sant. in Jørgensen. Pterygiopsis lacustris ingår i släktet Pterygiopsis, och familjen Lichinaceae. Arten är reproducerande i Sverige.